# Ryan Pinkston
James Ryan Pinkston (nascido em 8 de fevereiro de 1988) é um ator e modelo americano.

## Vida e carreira
Pinkston nasceu em Silver Spring, Maryland de gregos descida. Antes de se tornar um ator, ele foi envolvido em competições de karate, tendo sido inspirado ao assistir o Teenage Mutant Ninja Turtles e Mighty Morphin Power Rangers. Ele era conhecido na Europa e altamente elogiado pela sua participação e sucesso no esporte, ele ganhou elogios por organizações como Karate Kidz Online, que foi dirigida por ex-lutador profissional Louis Velazquez. Pinkston apareceu no Star Search com a idade de doze anos e foi posteriormente um membro do elenco de Ashton Kutcher da MTV mostrar Punk'd. (Ele não tem relação com Rob Pinkston, outro aluno Punk'd .) Convidado Ele também estrelou a sitcom Quintuplets ; seu irmão mais velho, Aaron Pinkston, fez aparições na série.
Ele teve um papel no terceiro Spy Kids filme Spy Kids 3-D: Game Over, juntamente com a atriz Alexa Vega e ator Daryl Sabará.
Full of It, que abriu em 2 de março de 2007; no filme, ele interpreta um aluno do ensino médio que está a tornar-se popular. O filme também estreou em ABC Family em 16 de setembro de 2007 e foi lançado em DVD 25 de setembro de 2007. Ele também apareceu em Lionsgate College em 2008, ao lado de Drake Bell e Andrew Caldwell. Papel mais recente de Pinkston é em Hannah Montana, que saiu em 2008. Seu papel é Connor, um amigo de Oliver, e Miley se apaixona por ele. Atualmente estrelas como Forrest Gabe em uma séries do Cartoon Network Tower Prep que estreou em 19 de outubro de 2010.
Pinkston atualmente vive em Los Angeles com seu amigo e companheiro de quarto Sterling Knight.
Sua altura tem sido um tema popular desde sua passagem em Hannah Montana. Miley Cyrus sendo 5 pés 5 e Emily Osment situando-se em 5 pés 2 1 / 2, em, sua altura é revelada a ser 5 pés 1 ou 155 cm.

## Filmografia
| Filmes                        | Filmes                         | Filmes               | Filmes                         |
| Ano                           | Título                         | Papel                | Titúlo no Brasil               |
| ----------------------------- | ------------------------------ | -------------------- | ------------------------------ |
| 2011                          | Cougars, Inc.                  | Jimmy Rissoli        |                                |
| 2010                          | BoyBand                        | Greg                 |                                |
| 2008                          | Extreme Movie                  | Mike                 | Mais um Besteirol ao Extremo   |
| 2008                          | College                        | Fletcher             | Colegiais em Apuros            |
| 2008                          | Foreign Exchange               | Dave                 | Portal do Intercâmbio          |
| 2007                          | Full of It                     | Sam Leonard          | Saindo de uma Fria             |
| 2004                          | Soul Plane                     | Billy Hunkee         | Uma Festa no Ar                |
| 2003                          | Bad Santa                      | Ladrão               | Papai Noel às Avessas          |
| 2003                          | Spy Kids 3-D: Game Over        | Arnold               | Pequenos Espiões 3 - Game Over |
| Televisão                     |                                |                      |                                |
| Ano                           | Título                         | Papel                | Notas                          |
| 2004                          | Quintuplets [Série de TV]      | Patton Chase         | Elenco Principal               |
| 2010 - Presente               | Tower Prep                     | Gabe Forrest         | Elenco Principal               |
| Participações Especiais na TV |                                |                      |                                |
| Ano                           | Título                         | Papel                | Notas                          |
| 2003                          | Punk'd                         | Ele Mesmo            |                                |
| 2006                          | Teachers                       | Logan                |                                |
| 2006                          | Veronica Mars                  | Danny Rossow         |                                |
| 2007                          | How I Met Your Mother          | Kyle                 |                                |
| 2008                          | Out of Jimmy's Head            | Donny Ironsides      |                                |
| 2008                          | Hannah Montana                 | Connor               |                                |
| 2009                          | Party Down                     | Dennis               |                                |
| 2009                          | Bones                          | Eli Rounder          |                                |
| 2009                          | In the Motherhood              | Syd                  |                                |
| 2010                          | 10 Coisas que Eu Odeio em Você | Fotógrafo do Anuário |                                |